# NGC 7158
NGC 7158 é um sistema estelar triplo na direção da constelação de Capricornus. O objeto foi descoberto pelo astrônomo Frank Muller em 1886, usando um telescópio refrator com abertura de 26 polegadas. 